# 赵日新 (语言学家)
赵日新（1964年2月—），安徽绩溪人，享受国务院政府特殊津贴专家，北京语言大学教授。

## 生平
1986年本科毕业于安徽师范大学中文系，1989年于山东大学获硕士学位，硕士毕业后回安徽宣城教育学院（现宣城职业技术学院）任教六年。后考入山东大学攻读博士，于1998年获博士学位。博士毕业后进入北京语言大学任教，曾任北京语言大学语言科学院院长。现任北京语言大学语言科学院教授、博士生导师。

## 学术贡献
主要从事汉语方言学、语言地理学、社会语言学等研究工作。发表学术论文四十余篇，研究成果曾获国家图书奖荣誉奖、国家辞书奖一等奖、教育部第六届高等学校科学研究优秀成果奖一等奖、北京市哲学社会科学优秀成果一等奖等。先后入选教育部“新世纪优秀人才支持计划”、“新世纪百千万人才工程”国家级人选、中宣部文化名家暨“四个一批”人才工程、国家“万人计划”哲学社会科学领军人才等。

## 社会兼职
中国语言学会常务理事、副秘书长，全国汉语方言学会学术委员会副主任委员，中国语言资源保护工程核心专家组专家。

## 著作
- 《即墨方言志》（合著）（1991年，语文出版社）
- 《徽州方言研究》（合著）（1998年，日本好文出版社）
- 《吴语处衢方言研究》（合著）（2000年，日本好文出版社）
- 《吴语兰溪东阳方言调查报告》（合著）（2002年，神户市外国语大学）
- 《绩溪方言词典》（编纂）（2003年，江苏教育出版社）
- 《绩溪方言民俗图典》（2014年，语文出版社）
- 《绩溪荆州方言研究》（2015年，安徽教育出版社）
- 《赵日新方言研究文集》（2019年，北京语言大学出版社）
- 《安徽祁门军话》（2019年，商务印书馆）